# Kangerluarsussuaq
Kangerluarsussuaq [kaˈŋɜɬːuɑˌsːusːuɑq] (nach alter Rechtschreibung Kangerdluarssugssuaĸ; dänisch Grædefjorden) ist eine wüst gefallene grönländische Siedlung im Distrikt Nuuk in der Kommuneqarfik Sermersooq.

## Lage
Kangerluarsussuaq liegt an der Festlandwestküste an der Mündung des namensgebenden Fjords. Kangerluarsussuaq befindet sich 102 km südlich von Nuuk und 32 km nordwestlich von Qeqertarsuatsiaat.

## Geschichte
Kangerluarsussuaq wurde vermutlich von Bewohnern des nördlich gelegenen Wohnplatzes Qilanngarmiut aus besiedelt. Sie waren ursprünglich von der Herrnhuter Brüdergemeine missioniert worden. Im 19. Jahrhundert war Kangerluarsussuaq ein Udsted, später offensichtlich jedoch nicht mehr. Ab 1911 gehörte der Wohnplatz zur Gemeinde Fiskenæsset.
1918 lebten 51 Menschen am Wohnplatz, die in sieben Häusern wohnten. Es gab eine 33 m² große Schulkapelle, in der ein unausgebildeter Katechet unterrichtete. Die Bewohner, denen acht Jäger angehörten, lebten von der Jagd auf Wale, Robben, Füchse und Rentiere.
1926 wurde in Grønlands Landsråd vorgeschlagen, Dorsche im Fjord zu fischen und zu verkaufen. 1927 wurde der Vorschlag abgelehnt, da man meinte, dass sich im Fjord nicht genügend Fisch befand. Dennoch wurde später ein 49 m² großes Fischhaus gebaut. 1950 wurde Kangerluarsussuaq ein Teil der neuen Gemeinde Nuuk. 1952 lebten drei Fischer in Kangerluarsussuaq. 1946 war eine Schule gebaut worden, aber der Ort wurde bereits 1956 aufgegeben.